# Goemon Ishikawa

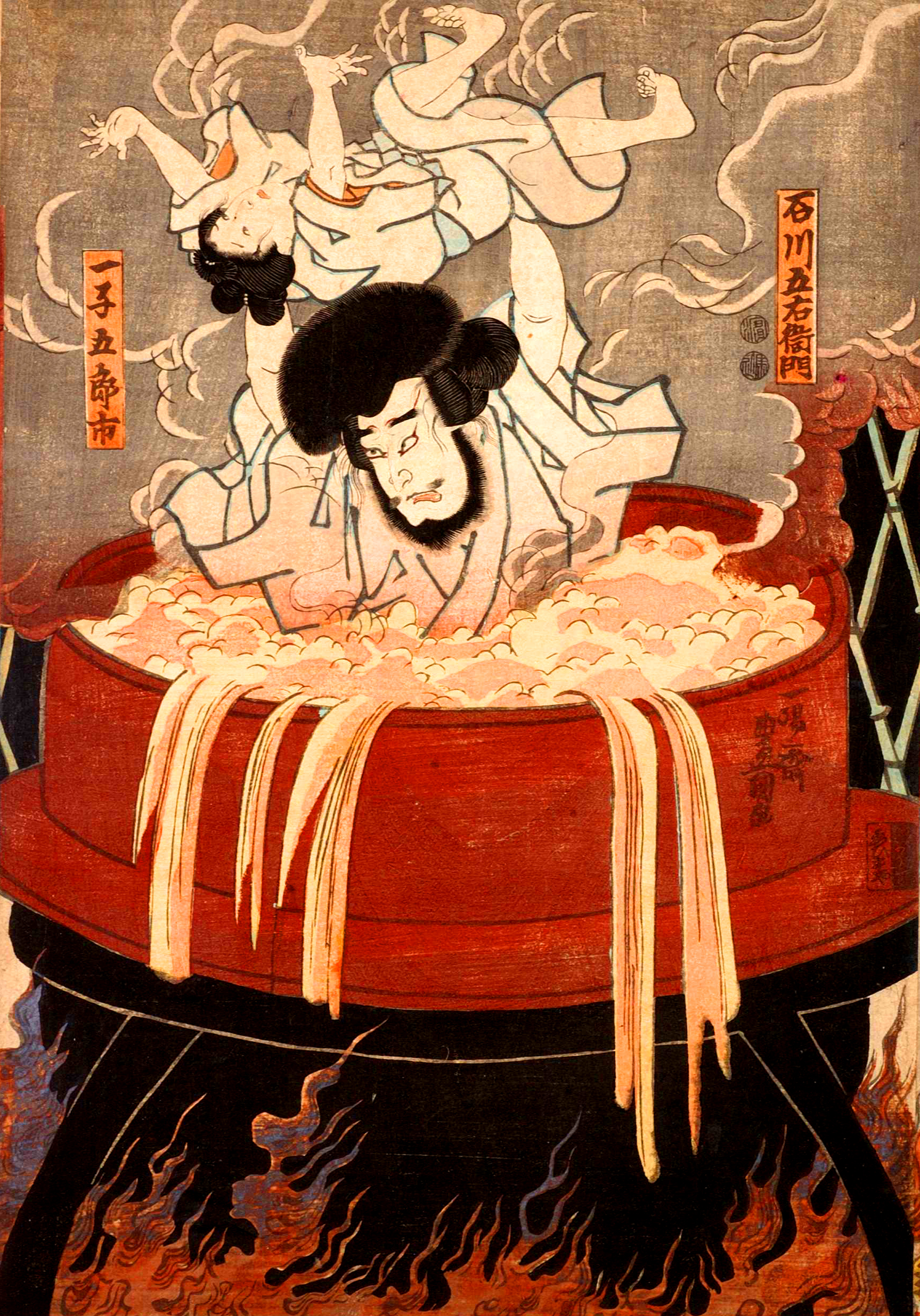
Egzekucja Goemona Ishikawy na grafice z końca XIX wieku

Goemon Ishikawa (jap. 石川 五右衛門 Ishikawa Goemon; zm. 8 października 1594) – na wpół legendarny japoński bandyta i bohater ludowy żyjący w okresie Azuchi-Momoyama (1573–1603). Rzekomo został ugotowany żywcem wraz z synem za nieudaną próbę zabójstwa Hideyoshiego Toyotomi (stąd żelazną kadź o charakterystycznym kształcie nazywa się po japońsku goemonburo – „balią Goemona”; podgrzewana bezpośrednio od spodu, z pływającą drewnianą pokrywą, którą siedzący na niej kąpiący się, zatapia). Jego legenda żyje do dziś i w ramach japońskiej kultury popularnej cały czas wzbogaca się o nowe wątki. Często przypisuje mu się ponadnaturalne zdolności (zob. ninja).

## Życie
Nie ma zbyt wielu źródeł historycznych dotyczących życia Goemona. Pierwsza wzmianka o nim pochodzi z kronik opisujących biografię Hideyoshiego – Goemon pojawia się w nich jako zwykły złodziej. Gdy jego legenda stała się popularna, zaczęto przypisywać mu cechy buntownika przeciwko autorytarnej władzy siogunów, między innymi próbę zabójstwa Nobunagi Ody.
Istnieje wiele wersji dotyczących pochodzenia Goemona. Według jednej z nich urodził się w 1558 jako Kuranoshin Sanada w rodzinie samurajów, będących poddanymi potężnego klanu Miyoshi w prowincji Iga. W 1573 jego ojciec miał zostać zabity przez ludzi sioguna Ashikaga (według niektórych wersji zabita została wówczas również jego matka). 15-letni Sanada poprzysiągł zemstę i zaczął trenować ninjutsu pod okiem mistrza Sandayū Momochi (Tanba Momochi). Musiał jednak uciekać, gdy mistrz odkrył jego romans z jedną ze służących.
Według innej wersji legendy, miał na imię Gorokizu, pochodził z prowincji Kawachi i nie był nukeninem (zbiegłym ninja). Przeniósł się później do sąsiedniej prowincji Kansai, gdzie posługując się nazwiskiem Goemon Ishikawa przewodził grabiącej okolice szajce bandytów. Rozbójnicy mieli napadać na bogaczy i wspierać lokalnych chłopów. Według jeszcze innej wersji tej historii, do zajęcia się rozbojami zmusiło go rozwiązanie jego szkoły ninja.
Bardzo sprzeczne są również przekazy dotyczące powodu jego egzekucji, która miała miejsce przy głównej bramie buddyjskiej świątyni Nanzen-ji w Kioto. Kara była wymierzona za rzekomą próbę zabicia Hideyoshiego w zemście Goemona za śmierć jego żony i porwanie syna Gobei lub dlatego, że Hideyoshi był despotą.
Goemon wrzucony do kotła wraz z synem próbował trzymać go nad głową, a gdy nie mógł już go utrzymać, szybko go utopił, by ulżyć mu cierpienia. W innej wersji jego syn został wyciągnięty z balii i ułaskawiony.
Przed śmiercią Goemon napisał wiersz mówiący o tym, że niezależnie od wszystkiego złodzieje będą istnieć zawsze.

## Goemon w kulturze
Postać Goemona jest bohaterem wielu sztuk kabuki, między innymi Kinmon gosan no kiri („The Paulownia Crest at the Golden Gate to the Nanzenji Temple”), pióra Goheia Namiki I (1747–1808) z 1778 roku.
We współczesnej kulturze popularnej Goemon przedstawiany jest bądź jako młody ninja, bądź potężnie zbudowany przywódca bandytów. Jest bohaterem serii powieści Tomoyoshiego Murayamy (1901–1977) pt.: Shinobi no mono, zekranizowanych w latach sześćdziesiątych XX w., z Raizō Ichikawą VIII (1931–1969), grającym Ishikawę.